# Pont Valentré
Pour les articles homonymes, voir Pont du Diable.
Le pont Valentré (en occitan pont de Balandras), également appelé pont du Diable, est un pont fortifié du XIVe siècle franchissant le Lot à l'ouest de Cahors, en France. Il représente, avec ses trois tours fortifiées et ses six arches précédées de becs aigus, un exemple de l'architecture de défense du Moyen Âge.
Le pont Valentré est classé au titre des monuments historiques par la liste de 1840 et depuis 1998 au patrimoine mondial de l'UNESCO, au titre des chemins de Saint-Jacques-de-Compostelle en France.

## Historique
Construit aux temps des guerres franco-anglaises, le pont Valentré, par lequel on pénètre toujours, mais seulement à pied, dans la ville de Cahors, constitue un exemple rare d'architecture militaire française de cette époque, et l'un des plus beaux ponts médiévaux fortifiés subsistant encore.
Sa construction fut décidée par les consuls de la ville en 1306, et la première pierre fut posée le 17 juin 1308. Il avait une fonction de forteresse, destinée à défendre la ville contre les attaques en provenance du sud. Entreprise de dissuasion réussie, car ni les Anglais, ni Henri IV ne l'attaquèrent jamais.
L'origine du nom Valentré est incertaine. Valentré pourrait être la déformation du mot balandra, qui désigne la salamandre. Cet animal, peut-être représenté au sommet d'une pile du pont, est censé représenter le diable (le pont Valentré est aussi appelé « pont du Diable »). Une autre hypothèse fait référence à la balandra (« balandre » ou « bélandre » en français), à l'origine barque à fond plat utilisée pour le transport des personnes et des marchandises, qui aurait servi de bac avant la construction du pont.
La construction devait entraîner la création d'un nouvel axe commercial, est-ouest, par rapport au précédent qui était orienté nord-sud. Cette importante modification allait se répercuter sur toute la cité. Le pont était protégé spirituellement par une chapelle dédiée à la Vierge dans le châtelet occidental.
Il fut achevé en 1378, son aspect initial a été sensiblement modifié au cours des travaux de restauration entrepris en 1879. En 1930, il est mentionné comme étant "en  parfait état de conservation", lors de la parution d'un guide touristique.
Il est situé sur la Via Podiensis du pèlerinage de Saint-Jacques-de-Compostelle et sur le sentier de randonnée GR 36.
Le pont Valentré est classé au titre des monuments historiques par la liste de 1840 et depuis 1998 au patrimoine mondial de l'UNESCO, au titre des chemins de Saint-Jacques-de-Compostelle en France.
Depuis 2012, avec le viaduc de Millau, le pont du Gard, le pont du Diable et le viaduc de Garabit, il fait partie du réseau des ponts remarquables du sud de la France.

## Description

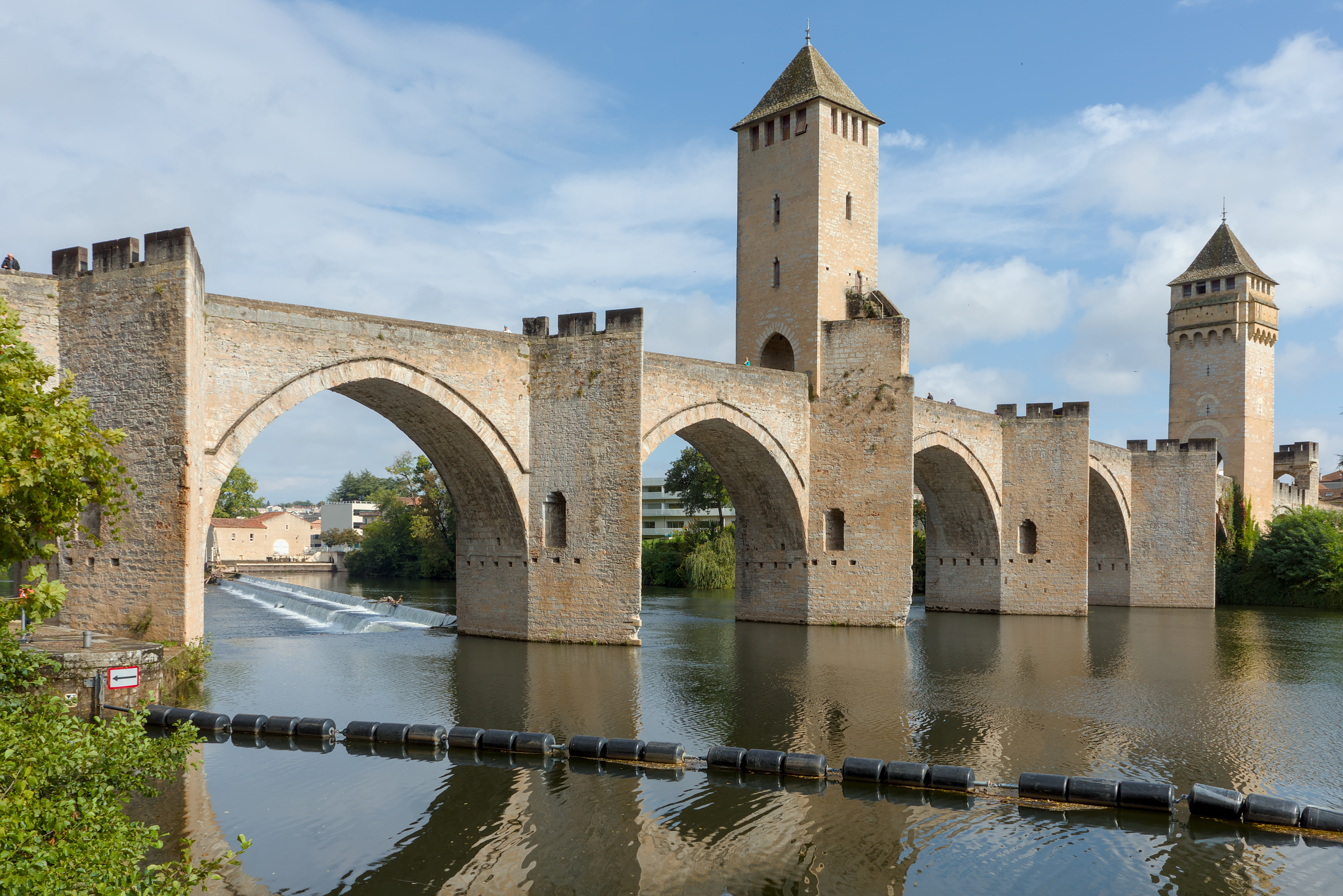
Le pont Valentré vu depuis le sud-ouest en septembre 2024.

En dos-d'âne, long de 138 mètres, avec six grandes arches ogivales gothiques de 16,50 mètres, ce pont est flanqué d'avant-becs crénelés et surmonté de trois tours carrées à créneaux et mâchicoulis dominant l'eau de 40 mètres. Deux barbacanes protégeaient son accès, mais seule celle du côté de la ville (à l'est) a été conservée.

## La légende du pont Valentré

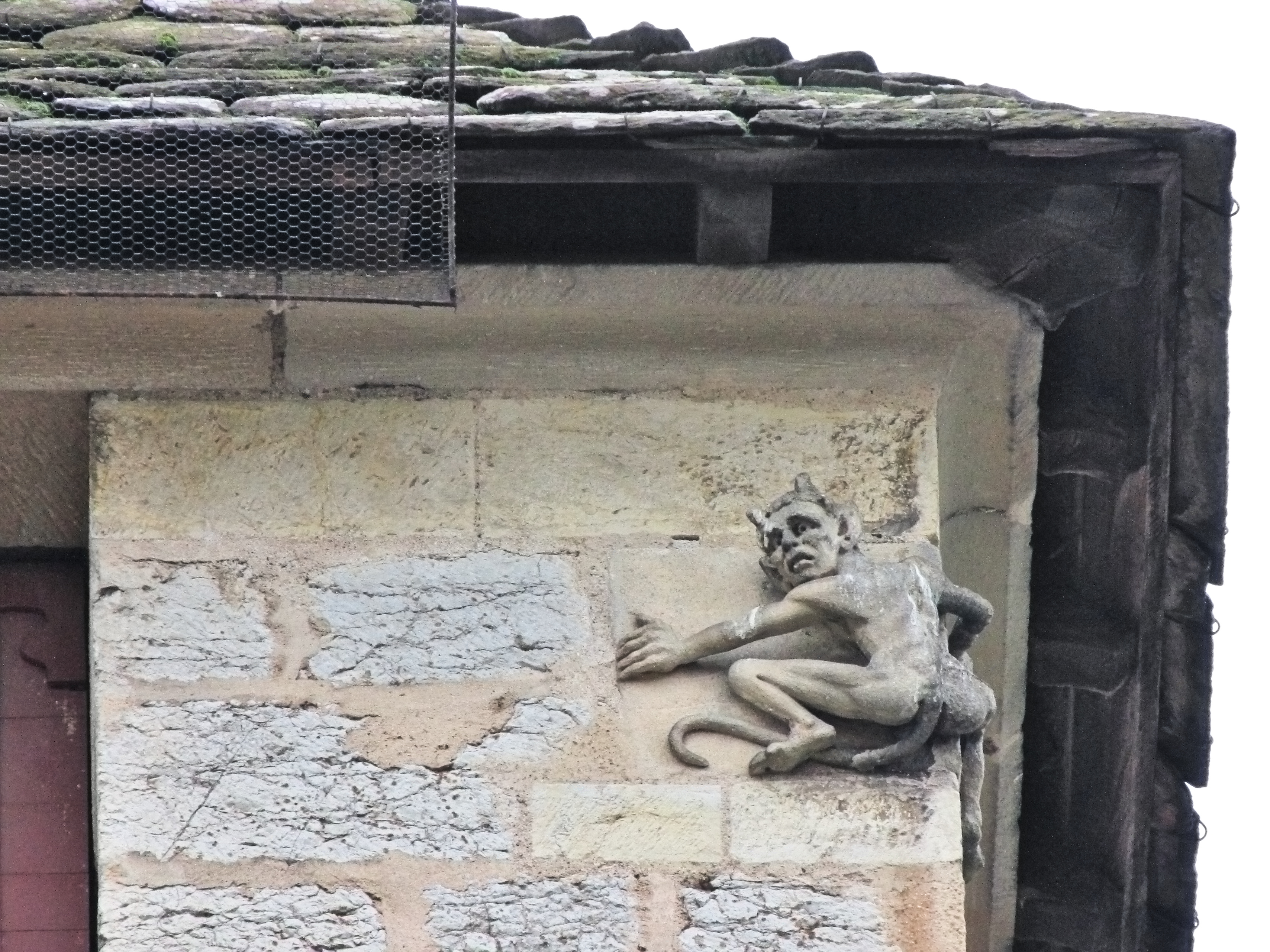
Un diablotin en train de desceller la pierre.

La construction, en s'éternisant sur plus d'un demi-siècle (le pont a été commencé en 1308 et achevé en 1378), fit naître la légende que chaque cadurcien se plaît à raconter. Exaspéré par la lenteur des travaux, le maître d'œuvre signe un pacte avec le Diable. Selon les termes de ce contrat, Satan mettra tout son savoir-faire au service de la construction, et s'il exécute tous ses ordres, il lui abandonnera son âme en paiement. Le pont s'élève avec rapidité, les travaux s'achèvent, le contrat arrive à son terme. Pour sauver son âme, car il ne tient pas à finir ses jours en enfer, il demande au diable d'aller chercher de l'eau à la source des Chartreux, pour ses ouvriers, avec un crible.
Satan revient naturellement bredouille, l'exercice étant impossible, et perd son marché. Décidé à se venger, le Diable envoie chaque nuit un diablotin desceller la dernière pierre de la tour centrale, dite tour du Diable, remise en place la veille par les maçons. C'est pour cela que le chantier, d'après la légende, a duré 70 ans.
En 1879, lors de la restauration du pont, l'architecte Paul Gout fait apposer dans l'emplacement vide une pierre sculptée à l'effigie d'un diablotin. C'est un certain Calmon, sculpteur originaire de la région qui réalise la sculpture. Ainsi à chaque fois que le Diable vérifie si le pont est bien inachevé, il se fourvoie en pensant que c'est l'un des siens qui démantèle le pont.

## Représentations
Le musée de Cahors Henri-Martin conserve plusieurs représentations du pont Valentré :
- armoiries du chapitre cathédral ;
- dessins de Pierre Daura ;
- gravures de Franck Brangwin, Eugène Pujol ;
- peintures de Didier Chamizo, Gabrielle David, Jean-Baptiste Houel, Jacques-Edmond Leman, Eugène Pujol ;
- photographies de Jean Dieuzaide, Denis Farley, Raymond Hains, Alain Turpault ;

ainsi qu'une curieuse cage, prétendument destinée à la punition des femmes infidèles, découverte dans le Lot au pied de l'ouvrage à la fin du XIXe siècle.
Plusieurs timbres de la Poste française représentent le pont : l'un, émis le 15 octobre 1955, et réédité le 19 juillet 1957, et un autre, émis le 26 avril 2008 pour fêter le 700e anniversaire du début de sa construction. La Poste andorrane a également émis, le 24 août 1974, un timbre représentant le pont, en dessous des armoiries de l'Andorre : il commémore une rencontre des coprinces d'Andorre ayant eu lieu à Cahors un an auparavant.
Il est par ailleurs reproduit dans le parc France miniature.

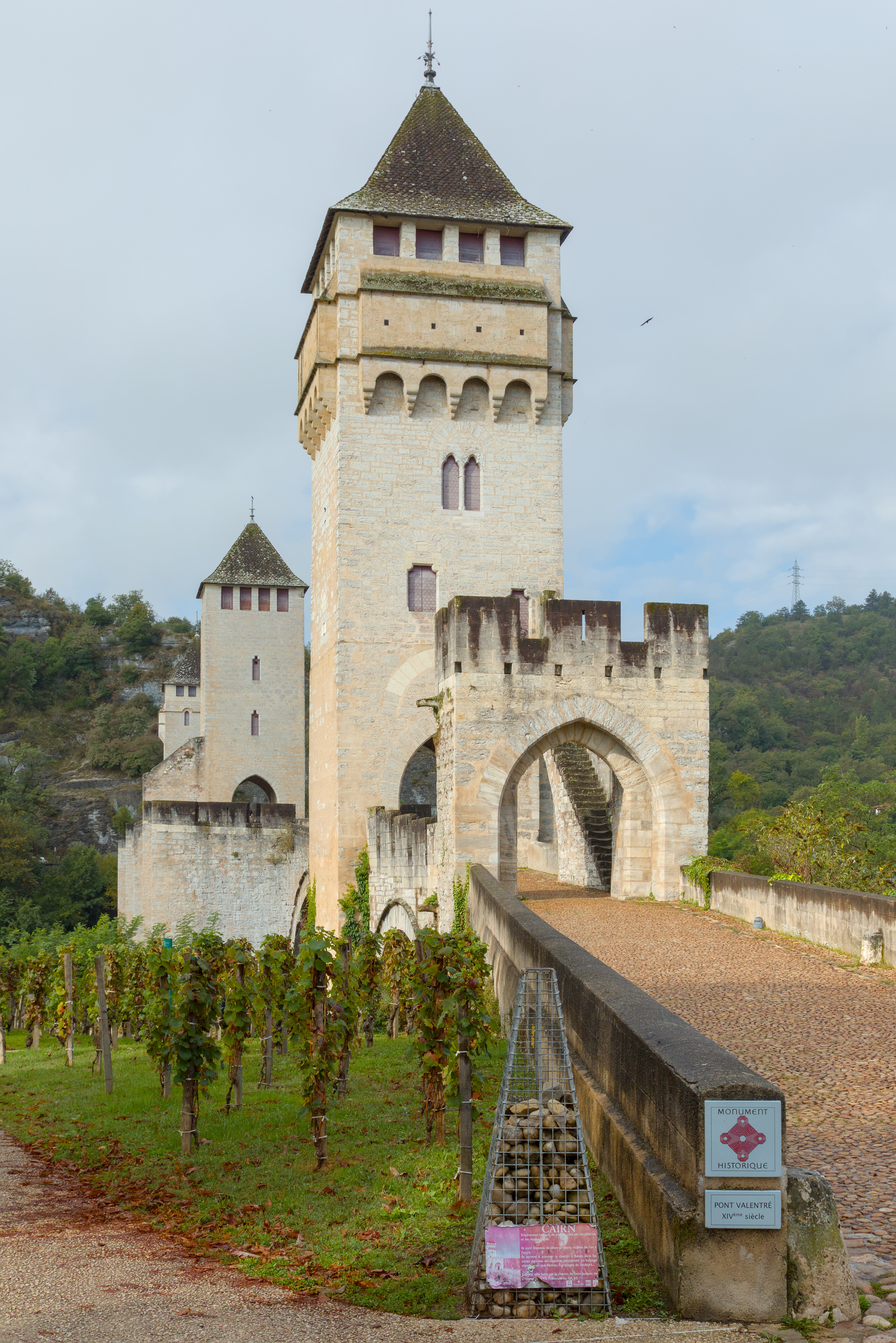
Le pont Valentré vu depuis la ville.
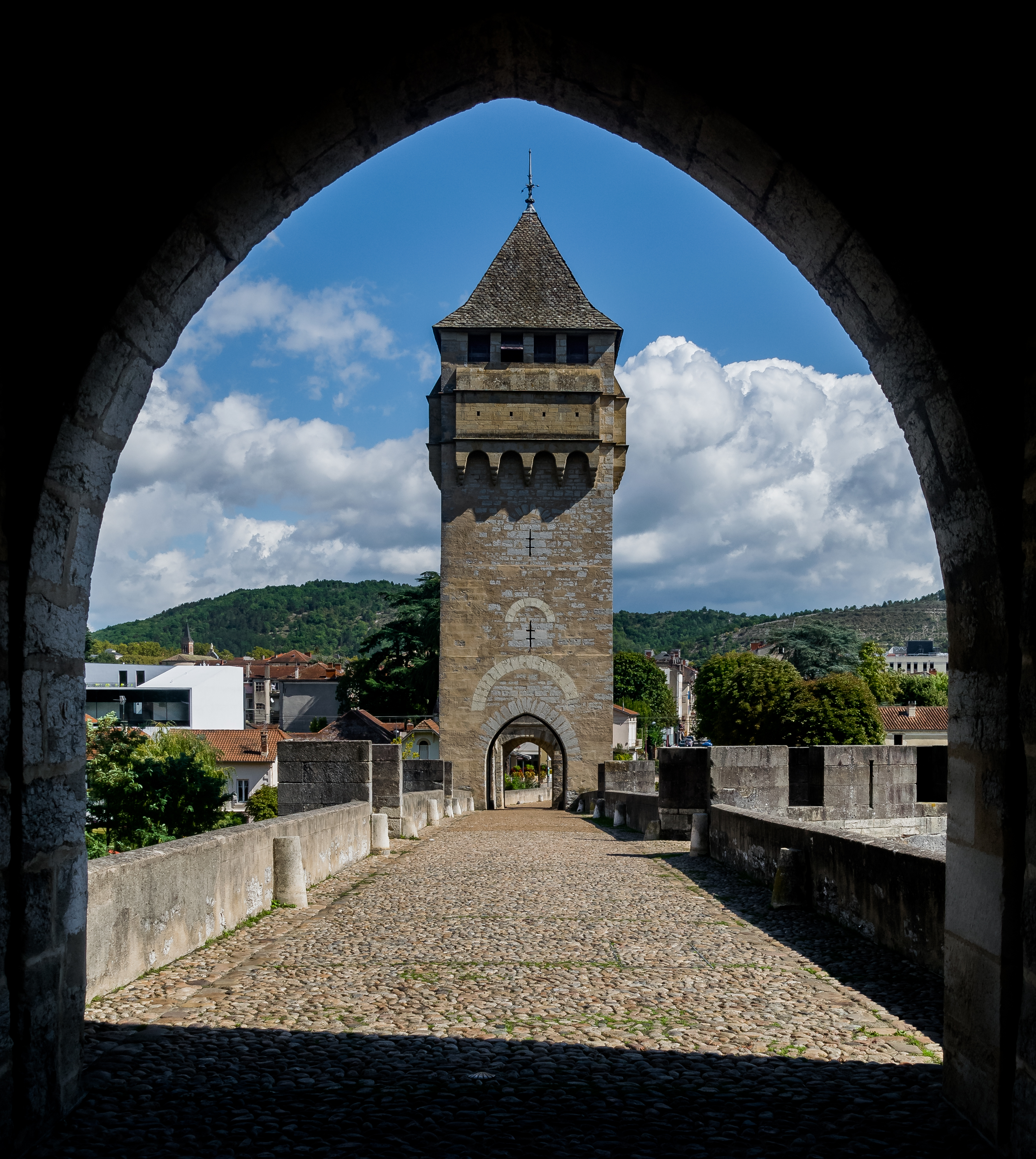
Vue sous une arche du pont.
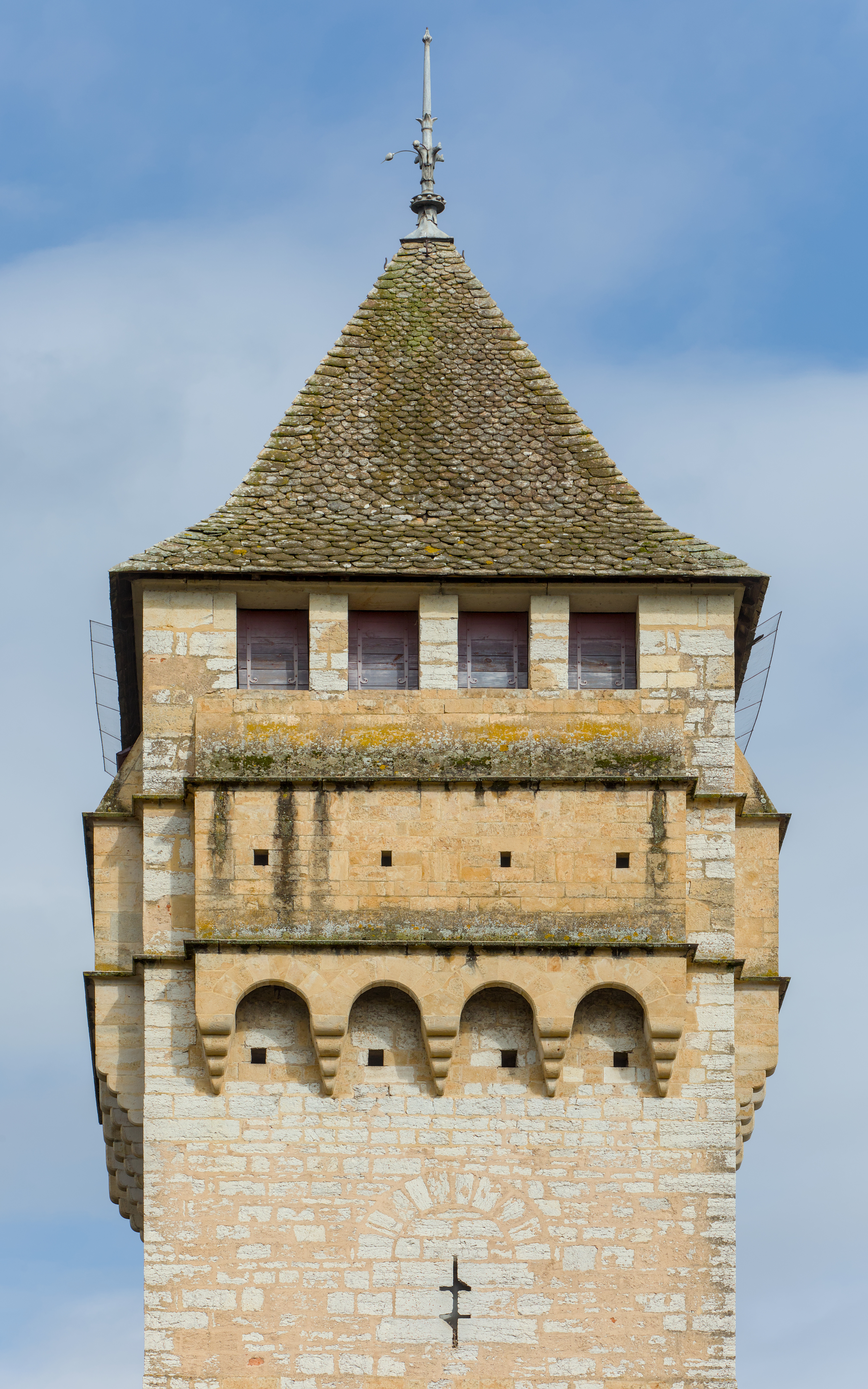
Détail d'une des tours.
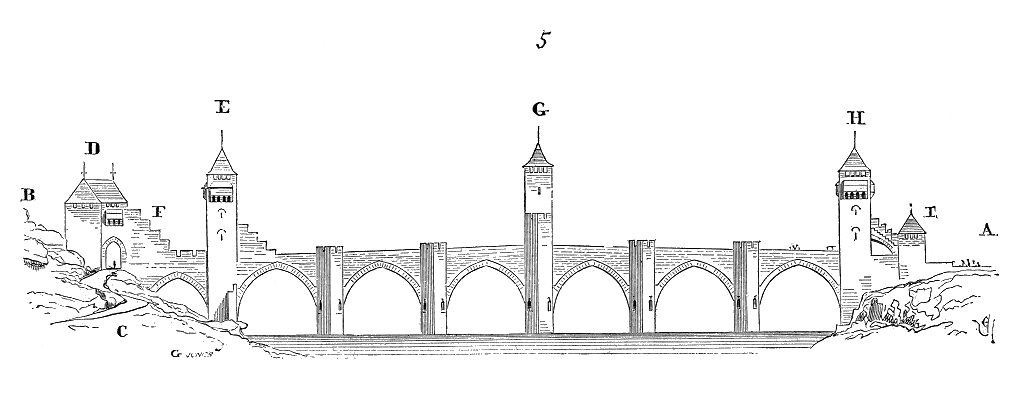
Coupe latérale du pont Valentré (appelé pont de la Calendre) à l'entrée « Pont » du Dictionnaire raisonné de l'architecture française du XIe au XVIe siècle de Viollet-le-Duc, en 1856.
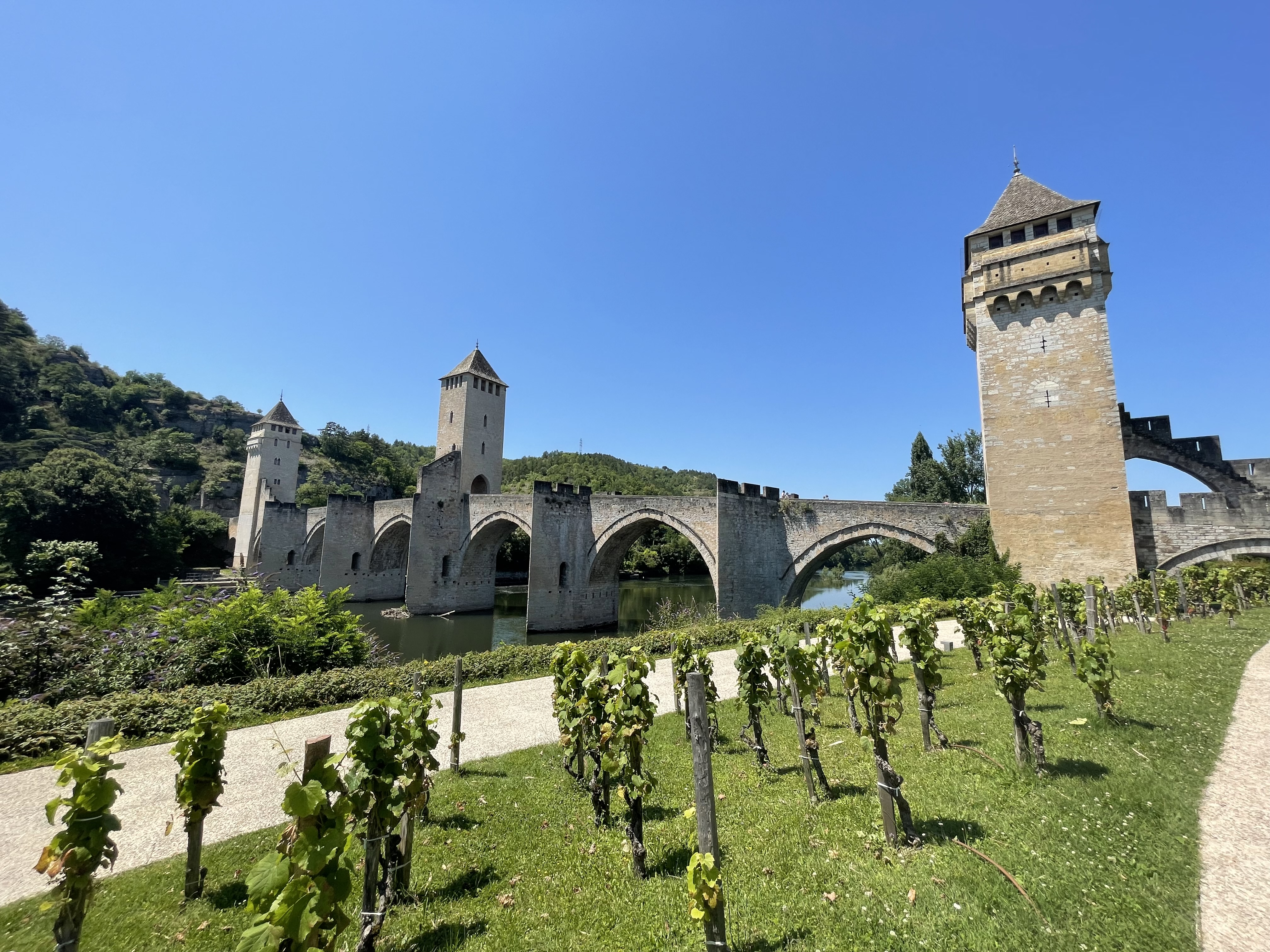
Vue nord-ouest du pont.
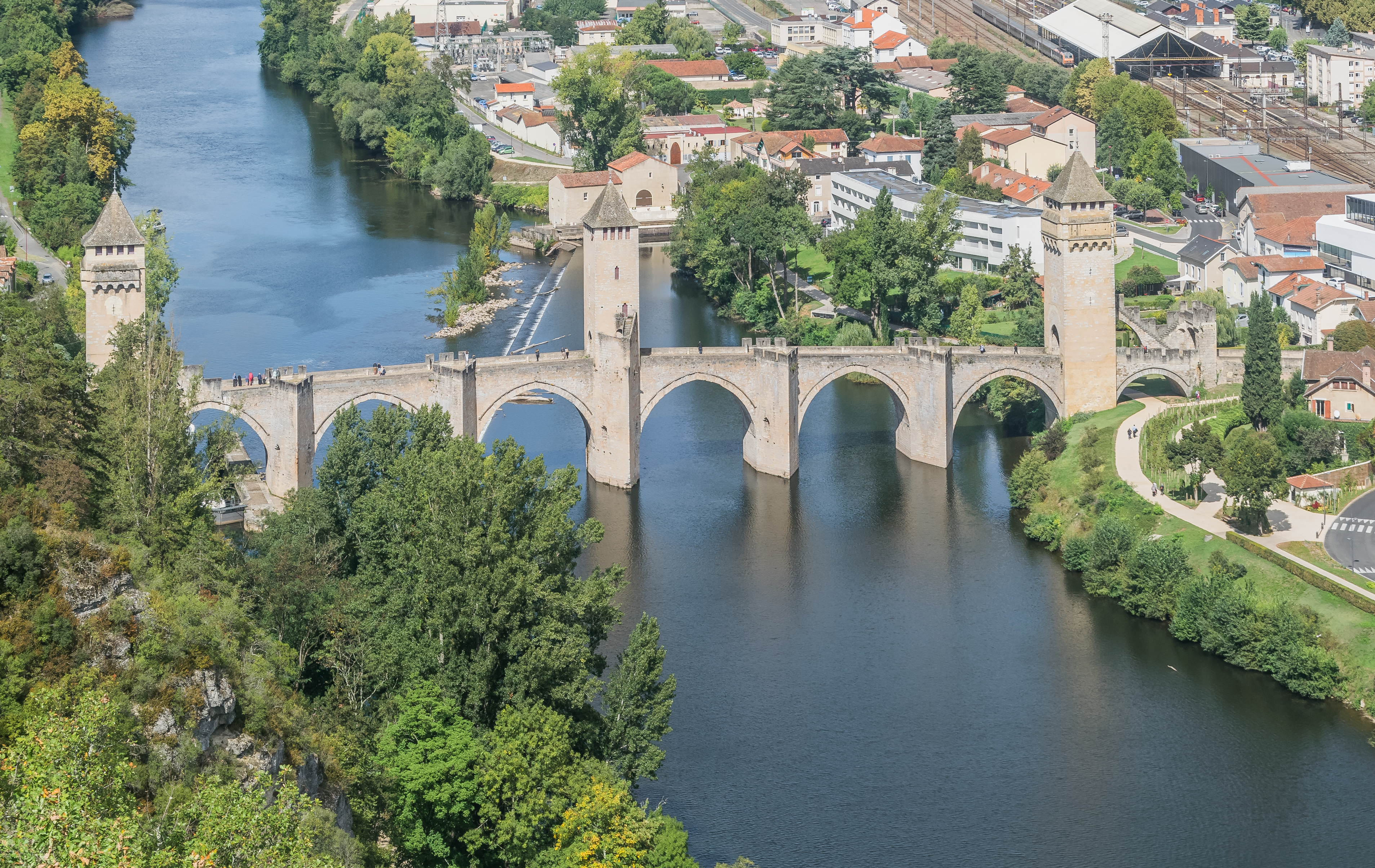
Vue lointaine du pont.

## Fréquentation piétonne
Le passage sur le pont est gratuit. Le compteur, installé en fixe, a dénombré 231 500 visiteurs en 2017, et 250 000 visiteurs en 2020.